# ناتالی کینگزتون

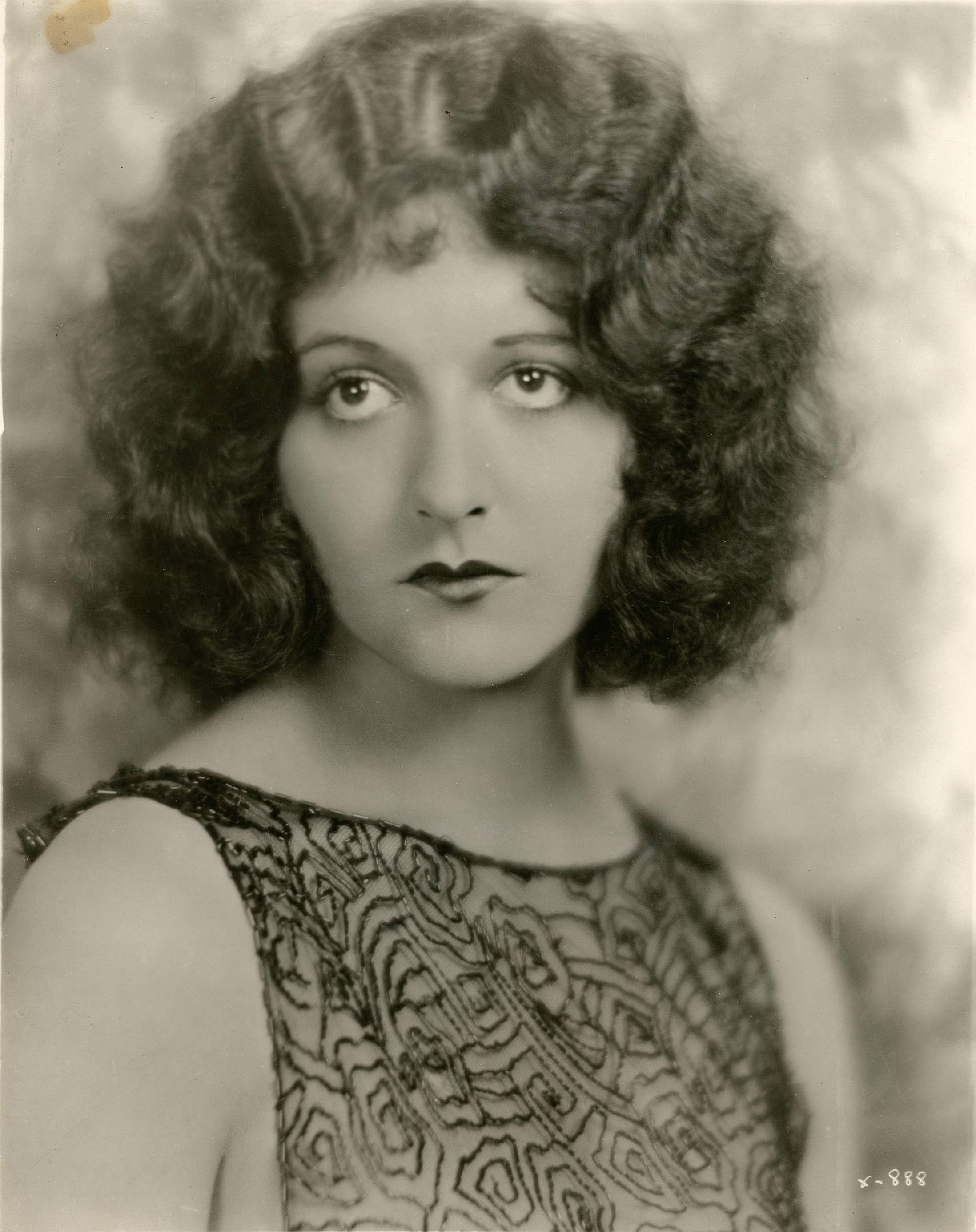
تصویری از «ناتالی کینگزتون» در سال ۱۹۲۷

ناتالی کینگزتون (انگلیسی: Natalie Kingston؛ ‏ ۱۹ مهٔ ۱۹۰۵ – ۲ فوریهٔ ۱۹۹۱) یک هنرپیشه و رقصندهٔ اهل ایالات متحده آمریکا بود که کارش را با بازی در تئاتر شروع کرد.

## گزیده فیلمشناسی
از فیلم‌ها یا برنامه‌های تلویزیونی که وی در آن نقش داشته‌است می‌توان به آثار زیر اشاره کرد.
- فرشته خیابانی (۱۹۲۸)
- تارزان نیرومند (۱۹۲۸)
- تارزان ملقب به ببر (۱۹۲۹)